# Brid
Brid je dužina u kojoj se sastaju dvije plohe na geometrijskom tijelu.